# جوسيف أكرمان
جوسيف أكرمان (بالألمانية: Josef Ackermann)‏ هو صحفي وسياسي ألماني، ولد في 31 يناير 1896 بميونخ في ألمانيا، وتوفي في 22 أغسطس 1959 في سويسرا. انتخب عضو مجلس الشيوخ ولاية بافاريا.